# Desa Pekalongan (administrativ by i Indonesien, lat -6,62, long 110,71)
Desa Pekalongan är en administrativ by i Indonesien.   Den ligger i provinsen Jawa Tengah, i den västra delen av landet, 400 km öster om huvudstaden Jakarta.